# Хёкмарк, Гуннар
Андерс Гуннар Хёкмарк (швед. Anders Gunnar Hökmark; 19 сентября 1952, Истад, Сконе, Швеция) — шведский экономист и политик, бывший член Риксдага, депутат Европейского парламента.

## Биография
Андерс Гуннар Хёкмарк родился 19 сентября 1952 года в шведском городе Истад. В 1975 году получил степень по экономике в Лундском университете. В том же году он стал офицером запаса бронетанковых войск. Работал в компании Unilever, исполнительным директором консультативной группы Timbro IDE и директором Института реформирования.
Начал заниматься политической деятельностью в рамках правоцентристской Умеренной коалиционной партии. С 1979 до 1984 он занимал должность председателя молодежного крыла партии. В период 1981-1983 председательствовал в DEMYC (Демократическое Молодежное Содружество Европы). В 1990-х он был генеральный секретарем умеренной партии.
В период с 1982 по 2004 год он получал мандат члена парламента Швеции. В начале 1990-х поддерживал стремление к независимости Литвы, Латвии и Эстонии, проводил организацию митингов в Стокгольме в поддержку получения суверенитета этих стран.
В 2004 году он был избран в Европарламент, вице-председатель фракции Европейской народной партии. На европейских выборах в 2009 и 2014 годах с успехом переизбирался.
Председательствовал в Обществе «Швеция — Израиль». Он опубликовал несколько книг, в том числе посвященных европейским вопросам.